# Bill Szymczyk
Bill Szymczyk (13 de fevereiro de 1943) é um produtor musical e engenheiro técnico americano mais conhecido por seu trabalho com artistas de rock e blues, notavelmente o Eagles. Produziu diversos álbuns e singles de sucesso na década de 1970, aposentando-se na década de 1990. Retornou no final da década de 2000 para assumir trabalhos específicos, como Long Road Out of Eden, lançado em 2007.
Ao contrário de muitos produtores musicais, Szymczyk não tem experiência como músico. Originalmente operador de sonar da Marinha dos Estados Unidos, ele estudou produção de áudio como parte de seu treinamento. Além do envolvimento com o Eagles, produziu sucessos de artistas como B.B. King, Joe Walsh e Elvin Bishop.